# Bortfall
Bortfall är inom statistik andelen ogiltiga mätvärden. Vid en enkätundersökning avser bortfall de intervjupersoner som inte har svarat, till exempel för att de inte vill eller inte har kunnat nås.
Bortfallet anges ofta i procent. Ju större bortfall, desto sämre blir undersökningens tillförlitlighet. Det är svårt att sätta en gräns, då de som orsakar mot bortfallet kan ha en annan fördelning än de som har svarat. 